# Missa solemnis
Missa solemnis és la denominació en llatí per a la missa solemne. A més és un gènere d'arranjaments musicals de l'ordinari de la missa, que són festivament anotats en partitures i representen el text llatí àmpliament, a diferència de la més modesta Missa brevis. Aquests termes es van començar a utilitzar durant el període clàssic.
En emprar la denominació «Missa solemnis» sense fer referència a un compositor concret, generalment està implícita la Missa solemnis de Beethoven. Algunes de les més grans composicions del gènere presenten denominacions úniques diferents de «Missa solemnis». Per exemple, la Missa en si menor de Bach i la Gran missa en do menor de Mozart. Altres peces són arranjaments solemnes en proporció i partitura però no es denominen «Missa solemnis», per exemple diversos arranjaments tardans de Haydn i Schubert, així com tres arranjaments d'Anton Bruckner.

## Exemples
Exemples de misses escrites per cèlebres compositors que són denominades «Missa solemnis»: 
- Luigi Cherubini: Messa Solenne "Per il Principe Esterházy" (1811)
- Carl Maria von Weber: Missa Solemnis núm. 1 2 "Messe du Freischutz" (1818-1819)
- Ludwig van Beethoven: Missa solemnis en re major (1823)
- Hector Berlioz: Messe solennelle (1824)
- Anton Bruckner: Missa solemnis en si bemoll menor (1854)
- Franz Liszt: Missa solennis zur Einweihung der Basilika in Gran (Gran Mass) (primera versió 1855, segona versió 1857-1858)
- Wolfgang Amadeus Mozart: Missa solemnis en do menor núm. 4, K. 139 "Waisenhausmesse" o "missa de l'orfenat"
- Wolfgang Amadeus Mozart: Missa solemnis en do major, K.337
- Gioachino Rossini: Petite messe solennelle (1863)

Entre altres compositors que van escriure obres titulades "Missa Solemnis" inclouen France Ačko (1941), Hendrik Andriessen (1946), Marc Betta, František Brixi, Antonio Buonomo (1983), Alfredo Casella (1944), Paul Creston, Georg Druschetzky (1804), Bohumil Fidler (1901), Joseph-Hector Fiocco, Konstanty Gorski, Michael Haydn (1772), Václav Emanuel Horák, Sigurd Islandsmoen (1954), Friedrich Kiel, Karel Blazej Kopriva, Jean Langlais, Josef Lammerz (1990), Colin Mawby, Boleslaw òcies, Antonio Sacchini, Johann Nepomuk Schelble, Wolfgang Seifen, Johann Baptist Wanhal (1778), Louis Vierne i Bedřich Antonín Wiedermann (1848).
Entre els arranjaments de misses festives en altres idiomes es troba la Missa de Nadal Txeca de Jan Jakub Ryba.
Exemples de misses que són solemnes, però no tenen la denominació «Missa solemnis»: 
- Johann Sebastian Bach: Missa en si menor (1733/1749)
- Anton Bruckner: Missa en re menor (1864/1876/1881)
- Anton Bruckner: Missa en mi menor (1866/1869/1876/1882)
- Anton Bruckner: Missa en fa menor (1868/1872/1876/1877/1881/1883/1893)
- Joseph Haydn: Missa in tempore belli (Missa en temps de guerra) en do major (1796)
- Wolfgang Amadeus Mozart: Gran missa en do menor (1782/1783)
- Franz Schubert: Missa núm. 1, Missa núm. 4, Missa núm. 5, Missa núm. 6.